# Coppa dei Campioni 1997-1998 (pallavolo maschile)
La Coppa dei Campioni 1997-1998 si è svolta dall'11 ottobre 1997 al 15 marzo 1998: al torneo hanno partecipato 32 squadre di club europee e la vittoria finale è andata per la quarta volta al Daytona.

## Regolamento

### Formula
Le squadre hanno disputato una fase preliminare con incontri di andata e ritorno, seguita da una fase a gironi con formula del girone all'italiana con gare di andata e ritorno; al termine della prima fase le prime due classificate di ogni girone hanno disputato semifinali e finali con la formula della gara unica.

### Criteri di classifica
Sono stati assegnati 2 punti alla squadra vincente e 1 a quella sconfitta.
L'ordine del posizionamento in classifica è stato definito in base a:
- Punti;
- Ratio dei set vinti/persi;
- Ratio dei punti realizzati/subiti.

## Squadre partecipanti
| - Erzeni - Görz 33 - Maaseik - Kommunalnik Grodno - Bihać - HAOK Mladost - Holte IF - Raision Loimu | - Paris - Bayer Wuppertal - Arīs Salonicco - Maccabi Tel Aviv - Daytona - PCSK Riga - 80 Pétange - Rabotnički | - Moldavgidromash Kišinëv - Dynamo Apeldoorn - AZS Częstochowa - Espinho - Ústí nad Labem - Elcond Zalău - Belogor'e - Vojvodina | - VKP Bratislava - Salonit Anhovo - Almería - Floby - Chênois - Netaş - Dorozhnyk Odessa - Kaposvár |

## Torneo

### Primo turno

#### Andata
| 11 ottobre 1997 ?, ? Durata: ? - Spettatori: ? | 80 Pétange       | 0 - 3 | Holte IF                | 10-15, 5-15, 1-15              |
| 11 ottobre 1997 ?, ? Durata: ? - Spettatori: ? | Floby            | 0 - 3 | Espinho                 | 7-15, 8-15, 7-15               |
| 11 ottobre 1997 ?, ? Durata: ? - Spettatori: ? | Kaposvár         | 3 - 0 | Elcond Zalău            | 15-8, 15-10, 15-8              |
| 11 ottobre 1997 ?, ? Durata: ? - Spettatori: ? | Chênois          | 3 - 2 | Rabotnički              | 12-15, 13-15, 15-3, 15-6, 15-9 |
| 17 ottobre 1997 ?, ? Durata: ? - Spettatori: ? | Dorozhnyk Odessa | 1 - 3 | VKP Bratislava          | 14-16, 8-15, 15-12, 12-15      |
| 11 ottobre 1997 ?, ? Durata: ? - Spettatori: ? | Erzeni           | 3 - 0 | Moldavgidromash Kišinëv | 15-4, 15-13, 16-14             |
| 11 ottobre 1997 ?, ? Durata: ? - Spettatori: ? | Bihać            | 0 - 3 | Kommunalnik Grodno      | 0-15, 4-15, 13-15              |
| 12 ottobre 1997 ?, ? Durata: ? - Spettatori: ? | Ústí nad Labem   | 3 - 0 | Maccabi Tel Aviv        | 15-3, 15-5, 15-7               |

#### Ritorno
| 18 ottobre 1997 ?, ? Durata: ? - Spettatori: ? | Holte IF                | 3 - 0 | 80 Pétange       | 15-0, 15-0, 15-7                 |
| 18 ottobre 1997 ?, ? Durata: ? - Spettatori: ? | Espinho                 | 3 - 0 | Floby            | 15-9, 15-4, 15-1                 |
| 18 ottobre 1997 ?, ? Durata: ? - Spettatori: ? | Elcond Zalău            | 3 - 1 | Kaposvár         | 26-6, 15-6, 12-15, 15-12         |
| 18 ottobre 1997 ?, ? Durata: ? - Spettatori: ? | Rabotnički              | 3 - 0 | Chênois          | 15-8, 17-15, 15-5                |
| 18 ottobre 1997 ?, ? Durata: ? - Spettatori: ? | VKP Bratislava          | 0 - 3 | Dorozhnyk Odessa | 15-8, 15-1, 16-14                |
| 18 ottobre 1997 ?, ? Durata: ? - Spettatori: ? | Moldavgidromash Kišinëv | 3 - 2 | Erzeni           | 10-15, 15-7, 15-13, 12-15, 15-13 |
| 18 ottobre 1997 ?, ? Durata: ? - Spettatori: ? | Kommunalnik Grodno      | 3 - 0 | Bihać            | 15-1, 15-1, 15-10                |
| 18 ottobre 1997 ?, ? Durata: ? - Spettatori: ? | Maccabi Tel Aviv        | 1 - 2 | Ústí nad Labem   | 7-15, 12-15, 17-16               |

#### Squadre qualificate
- Erzeni
- Kommunalnik Grodno
- Holte IF
- Rabotnički
- Espinho
- VKP Bratislava
- Ústí nad Labem
- Kaposvár

### Secondo turno

#### Andata
| 30 novembre 1997 ?, ? Durata: ? - Spettatori: ? | Dynamo Apeldoorn | 3 - 0 | Holte IF           | 15-4, 15-5, 15-11              |
| 30 novembre 1997 ?, ? Durata: ? - Spettatori: ? | Espinho          | 2 - 3 | Almería            | 15-8, 15-9, 10-15, 4-15, 11-15 |
| 29 novembre 1997 ?, ? Durata: ? - Spettatori: ? | Netaş            | 3 - 0 | Kaposvár           | 15-4, 15-5, 15-10              |
| 29 novembre 1997 ?, ? Durata: ? - Spettatori: ? | Rabotnički       | 0 - 3 | Belogor'e          | 7-15, 9-15, 10-15              |
| 30 novembre 1997 ?, ? Durata: ? - Spettatori: ? | PCSK Riga        | 1 - 3 | VKP Bratislava     | 9-15, 9-15, 15-13, 11-15       |
| 30 novembre 1997 ?, ? Durata: ? - Spettatori: ? | Erzeni           | 0 - 3 | Görz 33            | 6-15, 8-15, 7-15               |
| 30 novembre 1997 ?, ? Durata: ? - Spettatori: ? | Raision Loimu    | 3 - 0 | Kommunalnik Grodno | 15-5, 15-11, 15-6              |
| 29 novembre 1997 ?, ? Durata: ? - Spettatori: ? | Ústí nad Labem   | 1 - 3 | AZS Częstochowa    | 13-15, 15-6, 13-15, 7-15       |

#### Ritorno
| 7 dicembre 1997 ?, ? Durata: ? - Spettatori: ?  | Holte IF           | 1 - 3 | Dynamo Apeldoorn | 2-15, 12-15, 16-14, 11-15       |
| 6 dicembre 1997 ?, ? Durata: ? - Spettatori: ?  | Almería            | 3 - 0 | Espinho          | 15-13, 15-12, 15-10             |
| 7 dicembre 1997 ?, ? Durata: ? - Spettatori: ?  | Kaposvár           | 3 - 1 | Netaş            | 13-15, 15-1, 15-3, 15-3         |
| 30 novembre 1997 ?, ? Durata: ? - Spettatori: ? | Belogor'e          | 3 - 0 | Rabotnički       | 15-8, 15-7, 15-3                |
| 6 dicembre 1997 ?, ? Durata: ? - Spettatori: ?  | VKP Bratislava     | 3 - 1 | PCSK Riga        | 15-9, 15-4, 12-15, 15-7         |
| 6 dicembre 1997 ?, ? Durata: ? - Spettatori: ?  | Görz 33            | 3 - 0 | Erzeni           | 15-4, 15-8, 15-1                |
| 6 dicembre 1997 ?, ? Durata: ? - Spettatori: ?  | Kommunalnik Grodno | 1 - 3 | Raision Loimu    | 9-15, 15-6, 7-15, 7-15          |
| 6 dicembre 1997 ?, ? Durata: ? - Spettatori: ?  | AZS Częstochowa    | 3 - 2 | Ústí nad Labem   | 15-8, 8-18, 13-15, 15-12, 15-13 |

#### Squadre qualificate
- Görz 33
- Raision Loimu
- Dynamo Apeldoorn
- AZS Częstochowa
- Belogor'e
- Almería
- VKP Bratislava
- Netaş

### Fase a gironi
| Girone A        | Girone B         |
| --------------- | ---------------- |
| Raision Loimu   | Görz 33          |
| Bayer Wuppertal | Maaseik          |
| Arīs Salonicco  | HAOK Mladost     |
| Daytona         | Paris            |
| AZS Częstochowa | Dynamo Apeldoorn |
| Vojvodina       | VKP Bratislava   |
| Almería         | Salonit Anhovo   |
| Netaş           | Belogor'e        |

#### Girone A

##### Risultati
| 14 gennaio 1998 ?, ? Durata: ? - Spettatori: ?  | Netaş           | 3 - 2 | Vojvodina       | 17-15, 10-15, 15-12, 10-15, 18-16 |
| 14 gennaio 1998 ?, ? Durata: ? - Spettatori: ?  | AZS Częstochowa | 0 - 3 | Daytona         | 10-15, 7-15, 2-15                 |
| 14 gennaio 1998 ?, ? Durata: ? - Spettatori: ?  | Almería         | 3 - 2 | Bayer Wuppertal | 15-7, 9-15, 15-2, 11-15, 15-11    |
| 14 gennaio 1998 ?, ? Durata: ? - Spettatori: ?  | Raision Loimu   | 3 - 2 | Arīs Salonicco  | 11-15, 9-15, 15-11, 15-10, 17-15  |
| 21 gennaio 1998 ?, ? Durata: ? - Spettatori: ?  | Vojvodina       | 3 - 1 | Arīs Salonicco  | 5-15, 15-10, 15-10, 15-10         |
| 21 gennaio 1998 ?, ? Durata: ? - Spettatori: ?  | Bayer Wuppertal | 2 - 3 | Raision Loimu   | 15-8, 11-15, 15-17, 15-6, 8-15    |
| 20 gennaio 1998 ?, ? Durata: ? - Spettatori: ?  | Daytona         | 3 - 0 | Almería         | 15-11, 15-6, 15-8                 |
| 21 gennaio 1998 ?, ? Durata: ? - Spettatori: ?  | Netaş           | 3 - 2 | AZS Częstochowa | 12-15, 5-15, 15-13, 15-5, 15-11   |
| 28 gennaio 1998 ?, ? Durata: ? - Spettatori: ?  | AZS Częstochowa | 3 - 0 | Vojvodina       | 15-8, 15-9, 15-5                  |
| 28 gennaio 1998 ?, ? Durata: ? - Spettatori: ?  | Almería         | 3 - 1 | Netaş           | 15-13, 6-15, 17-16, 15-9          |
| 28 gennaio 1998 ?, ? Durata: ? - Spettatori: ?  | Raision Loimu   | 0 - 3 | Daytona         | 5-15, 1-15, 7-15                  |
| 28 gennaio 1998 ?, ? Durata: ? - Spettatori: ?  | Arīs Salonicco  | 3 - 0 | Bayer Wuppertal | 15-9, 15-6, 15-9                  |
| 4 febbraio 1998 ?, ? Durata: ? - Spettatori: ?  | Vojvodina       | 3 - 1 | Bayer Wuppertal | 15-6, 15-12, 6-15, 15-13          |
| 3 febbraio 1998 ?, ? Durata: ? - Spettatori: ?  | Daytona         | 0 - 3 | Arīs Salonicco  | 15-15, 4-15, 7-15                 |
| 4 febbraio 1998 ?, ? Durata: ? - Spettatori: ?  | Netaş           | 3 - 0 | Raision Loimu   | 15-1, 15-13, 15-13                |
| 4 febbraio 1998 ?, ? Durata: ? - Spettatori: ?  | AZS Częstochowa | 2 - 3 | Almería         | 15-11, 11-15, 15-11, 6-15, 9-15   |
| 11 febbraio 1998 ?, ? Durata: ? - Spettatori: ? | Almería         | 3 - 2 | Vojvodina       | 16-17, 10-15, 15-7, 15-8, 15-7    |
| 11 febbraio 1998 ?, ? Durata: ? - Spettatori: ? | Raision Loimu   | 0 - 3 | AZS Częstochowa | 10-15, 8-15, 10-15                |
| 11 febbraio 1998 ?, ? Durata: ? - Spettatori: ? | Arīs Salonicco  | 3 - 1 | Netaş           | 16-14, 15-12, 13-15, 15-9         |
| 12 febbraio 1998 ?, ? Durata: ? - Spettatori: ? | Bayer Wuppertal | 0 - 3 | Daytona         | 15-17, 10-15, 13-15               |
| 18 febbraio 1998 ?, ? Durata: ? - Spettatori: ? | Vojvodina       | 0 - 3 | Daytona         | 4-15, 9-15, 10-15                 |
| 18 febbraio 1998 ?, ? Durata: ? - Spettatori: ? | Netaş           | 3 - 1 | Bayer Wuppertal | 7-15, 17-15, 16-14, 15-12         |
| 18 febbraio 1998 ?, ? Durata: ? - Spettatori: ? | AZS Częstochowa | 3 - 1 | Arīs Salonicco  | 15-13, 15-13, 12-15, 17-15        |
| 17 febbraio 1998 ?, ? Durata: ? - Spettatori: ? | Almería         | 3 - 0 | Raision Loimu   | 15-6, 15-7, 15-6                  |
| 25 febbraio 1998 ?, ? Durata: ? - Spettatori: ? | Raision Loimu   | 0 - 3 | Vojvodina       | 13-15, 9-15, 13-15                |
| 25 febbraio 1998 ?, ? Durata: ? - Spettatori: ? | Arīs Salonicco  | 3 - 1 | Almería         | 15-7, 15-17, 16-14, 15-11         |
| 25 febbraio 1998 ?, ? Durata: ? - Spettatori: ? | Bayer Wuppertal | 3 - 2 | AZS Częstochowa | 12-15, 15-13, 15-2, 9-15, 15-9    |
| 25 febbraio 1998 ?, ? Durata: ? - Spettatori: ? | Daytona         | 3 - 0 | Netaş           | 15-5, 15-10, 15-6                 |

##### Classifica
| Pos | Squadra         | Pt | G | V | P | SV | SP | Ratio | PF  | PS  | Ratio |
| --- | --------------- | -- | - | - | - | -- | -- | ----- | --- | --- | ----- |
| 1.  | Daytona         | 13 | 7 | 6 | 1 | 18 | 3  | 6,000 | 298 | 184 | 1,620 |
| 2.  | Almería         | 12 | 7 | 5 | 2 | 16 | 3  | 1,231 | 375 | 338 | 1,109 |
| 3.  | Arīs Salonicco  | 11 | 7 | 4 | 3 | 16 | 11 | 1,455 | 377 | 325 | 1,160 |
| 4.  | Netaş           | 11 | 7 | 4 | 3 | 14 | 14 | 1,000 | 356 | 372 | 0,957 |
| 5.  | AZS Częstochowa | 10 | 7 | 3 | 4 | 15 | 13 | 1,154 | 337 | 346 | 0,974 |
| 6.  | Vojvodina       | 10 | 7 | 3 | 4 | 13 | 14 | 0,929 | 318 | 357 | 0,891 |
| 7.  | Raision Loimu   | 9  | 7 | 2 | 5 | 6  | 19 | 0,316 | 250 | 355 | 0,704 |
| 8.  | Bayer Wuppertal | 8  | 7 | 1 | 6 | 9  | 20 | 0,450 | 344 | 378 | 0,910 |

#### Girone B

##### Risultati
| 14 gennaio 1998 ?, ? Durata: ? - Spettatori: ?  | VKP Bratislava   | 3 - 0 | Salonit Anhovo   | 15-12, 15-12, 17-16               |
| 14 gennaio 1998 ?, ? Durata: ? - Spettatori: ?  | Dynamo Apeldoorn | 0 - 3 | Paris            | 8-15, 13-15, 12-15                |
| 14 gennaio 1998 ?, ? Durata: ? - Spettatori: ?  | Belogor'e        | 3 - 0 | Maaseik          | 17-16, 17-16, 15-7                |
| 14 gennaio 1998 ?, ? Durata: ? - Spettatori: ?  | Görz 33          | 2 - 3 | HAOK Mladost     | 7-15, 15-9, 15-7, 8-15, 10-15     |
| 21 gennaio 1998 ?, ? Durata: ? - Spettatori: ?  | Salonit Anhovo   | 1 - 3 | HAOK Mladost     | 11-15, 15-12, 9-15, 3-15          |
| 21 gennaio 1998 ?, ? Durata: ? - Spettatori: ?  | Maaseik          | 3 - 0 | Görz 33          | 15-0, 15-8, 15-5                  |
| 21 gennaio 1998 ?, ? Durata: ? - Spettatori: ?  | Paris            | 3 - 1 | Belogor'e        | 13-15, 15-4, 15-9, 15-10          |
| 21 gennaio 1998 ?, ? Durata: ? - Spettatori: ?  | VKP Bratislava   | 3 - 0 | Dynamo Apeldoorn | 15-6, 15-8, 15-10                 |
| 28 gennaio 1998 ?, ? Durata: ? - Spettatori: ?  | Dynamo Apeldoorn | 3 - 0 | Salonit Anhovo   | 15-9, 15-10, 15-9                 |
| 28 gennaio 1998 ?, ? Durata: ? - Spettatori: ?  | Belogor'e        | 3 - 0 | VKP Bratislava   | 15-10, 15-4, 15-3                 |
| 28 gennaio 1998 ?, ? Durata: ? - Spettatori: ?  | Görz 33          | 3 - 2 | Paris            | 6-15, 8-15, 15-11, 15-13, 17-15   |
| 29 gennaio 1998 ?, ? Durata: ? - Spettatori: ?  | HAOK Mladost     | 3 - 2 | Maaseik          | 15-11, 15-10, 10-15, 12-15, 15-11 |
| 4 febbraio 1998 ?, ? Durata: ? - Spettatori: ?  | Salonit Anhovo   | 2 - 3 | Maaseik          | 7-15, 3-15, 15-11, 17-16, 13-15   |
| 4 febbraio 1998 ?, ? Durata: ? - Spettatori: ?  | Paris            | 2 - 3 | HAOK Mladost     | 15-6, 11-15, 15-6, 7-15, 13-15    |
| 4 febbraio 1998 ?, ? Durata: ? - Spettatori: ?  | VKP Bratislava   | 3 - 0 | Görz 33          | 15-11, 15-7, 15-5                 |
| 4 febbraio 1998 ?, ? Durata: ? - Spettatori: ?  | Dynamo Apeldoorn | 0 - 3 | Belogor'e        | 9-15, 8-15, 8-15                  |
| 11 febbraio 1998 ?, ? Durata: ? - Spettatori: ? | Belogor'e        | 3 - 1 | Salonit Anhovo   | 15-11, 11-15, 15-1, 15-11         |
| 11 febbraio 1998 ?, ? Durata: ? - Spettatori: ? | Görz 33          | 1 - 3 | Dynamo Apeldoorn | 9-15, 15-8, 10-15, 13-15          |
| 11 febbraio 1998 ?, ? Durata: ? - Spettatori: ? | HAOK Mladost     | 3 - 1 | VKP Bratislava   | 15-8, 15-6, 6-15, 15-7            |
| 11 febbraio 1998 ?, ? Durata: ? - Spettatori: ? | Maaseik          | 0 - 3 | Paris            | 9-15, 11-15, 14-16                |
| 19 febbraio 1998 ?, ? Durata: ? - Spettatori: ? | Salonit Anhovo   | 0 - 3 | Paris            | 12-15, 16-17, 7-15                |
| 18 febbraio 1998 ?, ? Durata: ? - Spettatori: ? | VKP Bratislava   | 0 - 3 | Maaseik          | 12-15, 9-15, 14-16                |
| 18 febbraio 1998 ?, ? Durata: ? - Spettatori: ? | Dynamo Apeldoorn | 2 - 3 | HAOK Mladost     | 16-17, 4-15, 15-11, 15-11, 10-15  |
| 18 febbraio 1998 ?, ? Durata: ? - Spettatori: ? | Belogor'e        | 3 - 0 | Görz 33          | 15-6, 15-10, 15-10                |
| 25 febbraio 1998 ?, ? Durata: ? - Spettatori: ? | Görz 33          | 3 - 0 | Salonit Anhovo   | 17-16, 15-6, 15-9                 |
| 25 febbraio 1998 ?, ? Durata: ? - Spettatori: ? | HAOK Mladost     | 3 - 2 | Belogor'e        | 15-8, 15-10, 4-15, 9-15, 15-10    |
| 25 febbraio 1998 ?, ? Durata: ? - Spettatori: ? | Maaseik          | 3 - 2 | Dynamo Apeldoorn | 12-15, 15-11, 15-6, 15-17, 16-14  |
| 25 febbraio 1998 ?, ? Durata: ? - Spettatori: ? | Paris            | 3 - 0 | VKP Bratislava   | 15-4, 15-5, 15-7                  |

##### Classifica
| Pos | Squadra          | Pt | G | V | P | SV | SP | Ratio | PF  | PS  | Ratio |
| --- | ---------------- | -- | - | - | - | -- | -- | ----- | --- | --- | ----- |
| 1.  | HAOK Mladost     | 14 | 7 | 7 | 0 | 21 | 12 | 1,750 | 420 | 370 | 1,135 |
| 2.  | Paris            | 12 | 7 | 5 | 2 | 19 | 7  | 2,714 | 371 | 274 | 1,354 |
| 3.  | Belogor'e        | 11 | 7 | 5 | 2 | 18 | 7  | 2,571 | 336 | 261 | 1,287 |
| 4.  | Maaseik          | 11 | 7 | 4 | 3 | 14 | 13 | 1,077 | 371 | 328 | 1,131 |
| 5.  | VKP Bratislava   | 10 | 7 | 3 | 4 | 10 | 12 | 0,833 | 241 | 274 | 0,880 |
| 6.  | Dynamo Apeldoorn | 10 | 7 | 2 | 5 | 10 | 16 | 0,625 | 303 | 352 | 0,861 |
| 7.  | Görz 33          | 9  | 7 | 2 | 5 | 9  | 17 | 0,529 | 272 | 349 | 0,779 |
| 8.  | Salonit Anhovo   | 8  | 7 | 0 | 7 | 4  | 21 | 0,190 | 265 | 371 | 0,714 |

### Final Four
|  | Semifinali   | Semifinali   | Semifinali |         |         | Finale             | Finale             | Finale             |  |
|  |              |              |            |         |         |                    |                    |                    |  |
|  | HAOK Mladost | HAOK Mladost | 2          |         |         |                    |                    |                    |  |
|  | HAOK Mladost | HAOK Mladost | 2          |         |         |                    |                    |                    |  |
|  | Almería      | Almería      | 3          |         |         |                    |                    |                    |  |
|  | Almería      | Almería      | 3          |         | Almería | Almería            | 0                  |                    |  |
|  |              |              |            |         | Almería | Almería            | 0                  |                    |  |
|  |              |              | Daytona    | Daytona | 3       |                    |                    |                    |  |
|  | Daytona      | Daytona      | Daytona    | Daytona | 3       | 3                  |                    |                    |  |
|  | Daytona      | Daytona      |            |         |         | 3                  |                    |                    |  |
|  | Paris        | Paris        | 0          |         |         | Finale terzo posto | Finale terzo posto | Finale terzo posto |  |
|  | Paris        | Paris        | 0          |         |         |                    |                    |                    |  |
|  |              |              |            |         |         |                    |                    |                    |  |
|  |              |              |            |         |         | HAOK Mladost       | HAOK Mladost       | 0                  |  |
|  |              |              |            |         |         | HAOK Mladost       | HAOK Mladost       | 0                  |  |
|  |              |              |            |         |         | Paris              | Paris              | 3                  |  |

#### Semifinali
| 14 marzo 1998 ?, Novi Sad Durata: ? - Spettatori: ? | HAOK Mladost | 2 - 3 | Almería | 5-15, 10-15, 15-12, 15-8, 13-15 |
| 14 marzo 1998 ?, Novi Sad Durata: ? - Spettatori: ? | Daytona      | 3 - 0 | Paris   | 15-12, 15-12, 15-4              |

#### Finale 3º posto
| 15 marzo 1998 ?, Novi Sad Durata: ? - Spettatori: ? | HAOK Mladost | 0 - 3 | Paris | 10-15, 12-15, 12-15 |

#### Finale
| 15 marzo 1998 ?, Novi Sad Durata: ? - Spettatori: ? | Almería | 0 - 3 | Daytona | 6-15, 5-15, 7-15 |